# Andreas Stockenberg
Hans Andreas "Stocken" Stockenberg, född 3 september 1981 i Eskilstuna, är en svensk handbollstränare.

## Karriär
Stockenberg spelade tidigare handboll i HK Eskil men gick tidigt över till en tränarroll inom klubben, först inom ungdomsverksamheten men senare också seniorlaget. Han tränade sedan Skånela IF, Alingsås HK och Amo Handboll. Han var del av att ta Amo från division 1 upp till Allsvenskan, och fick 2016/2017 även kvala till Handbollsligan, men förlorade kvalet.
2017 gick han till IK Sävehof som assisterande tränare för herrlaget. Efter halva säsongen fick han ta över som huvudtränare. Säsongen 2018/2019 ledde han IK Sävehof till SM-guld. Efter guldet återvände han till Amo Handboll i Allsvenskan. Både säsongen 2020/2021 och 2021/2022 har han lett Amo till att spela kval till Handbollsligan. Säsongen 2022/2023 ledde han dem till vinst i Allsvenskan, och Amo blev därmed uppflyttade till högsta serien för första gången någonsin. 1 december 2023 bröt han sitt kontrakt med Amo med omedelbar verkan.
Från sommaren 2024 är han tränare för Önnereds HK.

## Privat
Andreas morfar Carl-Erik Stockenberg var handbollsspelare, som både vunnit flera SM-guld och VM-guld. Andreas far Hans Leonardsson var med och grundade HK Eskil.